# ترمینال پیچی

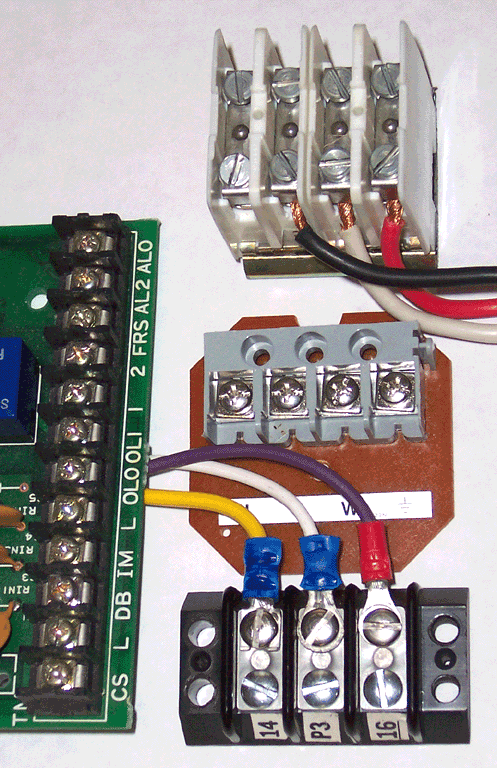
ترمینال‌های پیچی را به‌عنوان اتصال دهنده‌های جداگانه به یک تخته در سمت چپ، به عنوان یک نوار نرده با پیچ‌نصب در بالا، و به‌عنوان یک نوار نرده با سرسیم دوشاخ و حلقوی متصل‌شده در پایین.

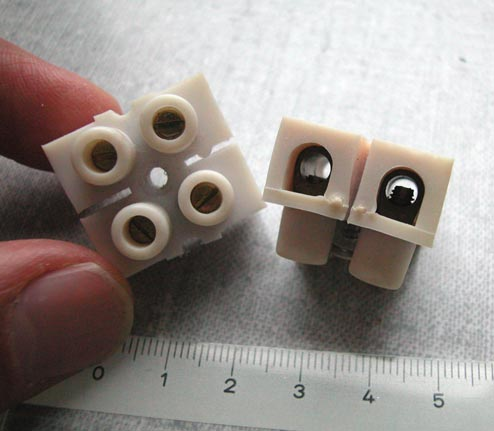
دو ترمینال پیچی جفتی که معمولاً برای اتصال چراغ‌های سقفی استفاده می‌شود

ترمینال پیچی (انگلیسی: Screw terminal) یک نوع اتصال الکتریکی است که در آن سیم با سفت‌کردن یک پیچ نگه داشته می‌شود.